# 吳尚津
吳尚津（韓語：오상진，前錯譯為吳尚鎮，1980年2月15日—），韓國男主播、主持人、演員。

## 演藝經歷
2006年MBC24期公開招聘播音員。正式出道。 
2008年，出演由李文植，鄭京順主演的 MBC 情景喜劇《他來了》。
2009年9月，出演由李順才、金子玉、吳賢慶主演的 MBC 情景喜劇《穿透屋頂的High Kick》，在第107集出鏡 ；12月獲得 MBC演藝大賞電視部門播音員獎。 
2010年獲得保健福利部長官表彰。
2011年5月，出演由車勝元、孔曉振主演的 MBC浪漫愛情劇《最佳愛情》，在第1集客串一名主持人；12月，獲得MBC演藝大賞時事教育部門特別獎。
2013年，出演由全智賢、金秀賢主演的 SBS 浪漫愛情劇《來自星星的你》，飾演女二號劉世美的哥哥、有著敏銳判斷力的檢察官劉碩，是個絕對的原則主義者。同年，出演 MBC 電視劇特輯《少年，再次遇見少女》，客串主持人。
2014年4月，出演由姜至奐、李多喜主演的 KBS 商戰復仇劇《Big Man》，飾演新聞主播。 10月搭檔 金瑟祺 主演 MBC 古裝獨幕劇《怨女日記》，飾演被朝鮮時代“剩女們”瘋狂追求的英俊書生使道 。 11月出演 MBC Drama 奇幻愛情劇《瑞典洗衣店》，飾演女主角春兒的哥哥金恩哲，首爾大學法學科出身，由於只重視規範而變成了熱衷於考試的失業者。
2015年，與真理翰、李貞賢合作主演SBS週末家庭劇《誕生吧！家族》，飾演有著帥氣外貌和撒橋本領，但經歷十年的創業準備依然一事無成的待業青年鄭俊亞。

## 演出作品

### 電視劇
- 2008年：MBC《他來了》
- 2009年：MBC《穿透屋頂的High Kick》（客串）
- 2011年：MBC《最佳愛情》（客串）
- 2013年：MBC《Drama Festival－少年，再次遇見少女》飾演 主持人（客串）
- 2013年：SBS《來自星星的你》飾演 劉碩
- 2014年：KBS《Big Man》飾演 新聞主播（客串）
- 2014年：MBC《Drama Festival－怨女日記》飾演 使道
- 2014年：MBC Drama《瑞典洗衣店》飾演 金恩哲
- 2015年：SBS《誕生吧！家族》飾演 鄭俊亞
- 2015年：Mnet《七顛八起具海拉》飾演 吳尚津
- 2015年：KBS《Drama Special－鬼神在做什麼》飾演 徐俊赫
- 2016年：SBS《對，就是那樣》飾演 成志乙
- 2017年：MBC《20世紀少男少女》飾演 姜京錫

### 電影
- 2012年：《共謀者》
- 2021年：《今天決定我愛你》饰演 电台DJ（特别出演）

### 綜藝節目

#### 嘉賓
- 2007年：MBC《幻想的同桌》
- 2011年：MBC《Section TV 演藝通信》
- 2011年：MBC《偉大的誕生 2》
- 2011年：MBC《隨風而行》
- 2011年：MBC《少女時代聖誕童話》
- 2013年7月20日-2013年10月5日：Mnet《Dancing 9》
- 2014年6月13日-2014年8月15日：Mnet《Dancing 9 Season 2》
- 2014年9月13日-2014年10月11日：JTBC《我去上學啦》
- 2014年10月19日：SBS《Running Man》
- 2016年3月5日：JTBC《認識的哥哥》
- 2017年3月31日：MBC《我獨自生活》
- 2017年10月14日：tvN《新婚日記》第三季
- 2020年8月12日：《Yuri的餐桌》EP09
- 2021年8月28日：MBC《全知干預視角》EP.167 特別出演

#### 主持
- 2005年–至今：CH GCV《周末N電影》
- 2013年–至今：Mnet《Dancing 9》
- 2013年：O`live《韓食大賽》
- 2015年：Mnet《SIXTEEN》
- 2015年：安徽衛視《遇見男神》
- 2016年：tvN《我房間的品格》
- 2017年：Mountain TV（朝鲜语：마운틴TV）《精武門之旅》
- 2018年：KBS《超人回來了》旁白

## 活動
- 2007.05.26-2007.06.02 萬元的幸福 先藝VS吳尚鎮
- 2007.09.16 首爾國際電影節閉幕式的MC
- 2008.02.02 介紹明星的朋友春節特輯
- 2008.03.24 知己知彼Andy
- 2008.10.04 第32屆MBC大學歌謠節搭檔：李孝利
- 2009.04.14 我們結婚了
- 2009.09.12 2009仁川韓流觀光演唱會搭檔：蒂芬妮、俞利
- 2010.02.14 StarDanceBattle SJ. 少時等
- 2010.08.29 2010仁川韓流觀光演唱會搭檔：蒂芬妮、俞利
- 2010.10.02 音樂中心MC搭檔：孫丹菲
- 2011.08.13 2011仁川韓流觀光演唱會搭檔：蒂芬妮 、俞利
- 2011.08.14 MBC創立50週年特別紀念和DMZ國際紀錄片電影節一起的DMZ和平演唱會
- 2011.09.13 MBC偶像運動會
- 2011.09.22 K-Pop Road Show特邀MC
- 2014.01.16 第二十八屆 Golden Disk Awards主持人
- 2014.02.12 第三屆Gaon Chart K-Pop Awards主持人
- 2017.12.30 MBC演技大賞主持人

## 獲獎記錄
- 2006年: MBC 演藝大賞 真人秀男新人獎
- 2009年: MBC 演藝大賞 電視部門播音員獎
- 2010年: 保健福利部長官表彰
- 2011年: MBC 演藝大賞 時事教育部門特別獎

## 外部連結
- NAVER（页面存档备份，存于）
- 吳尚津的X（前Twitter）
- 吳尚津的Instagram帳戶
- 吳尚津-BLOG（页面存档备份，存于）